# Upplands runinskrifter 133
Runinskrift U 133 var ursprungligen en runsten som stod vid Fittja i Täby socken, men blev sönderslagen och två av delarna är nu inmurade i ytterväggen till Täby kyrkas vapenhus. Den translittererade inskriften lyder enligt nedan.

## Inskriften
Translitterering av runraden:
+ kuþluk · lit ... ... ... ...a × sun · sin · auk · at · sik · sialfa · han · to · a lank·barþa·l--ti ·
Normalisering till runsvenska:
Guðlaug let [ræisa stæina at Holm]a, sun sinn, ok at sik sialfa. Hann do a Langbarðal[an]di.
Översättning till nusvenska:
Gudlög lät resa stenarna efter Holme, sin son, och efter sig själv. Han dog i Langbardaland.
Namnet Langbarðalandi finns belägen på U 141, Sö  65 och Sö Fv1954;22. Langbardaland var vikingarnas namn på hela Italien, inte bara Lombardiet. Gudlög reste också U 141 över hennes son Holme som meddelar att han dog i Langbardaland. U 133 och U 141 var troligen parstenar på grund av att det i ristningen på U 141 talas just om “stenarna”.

## Galleri

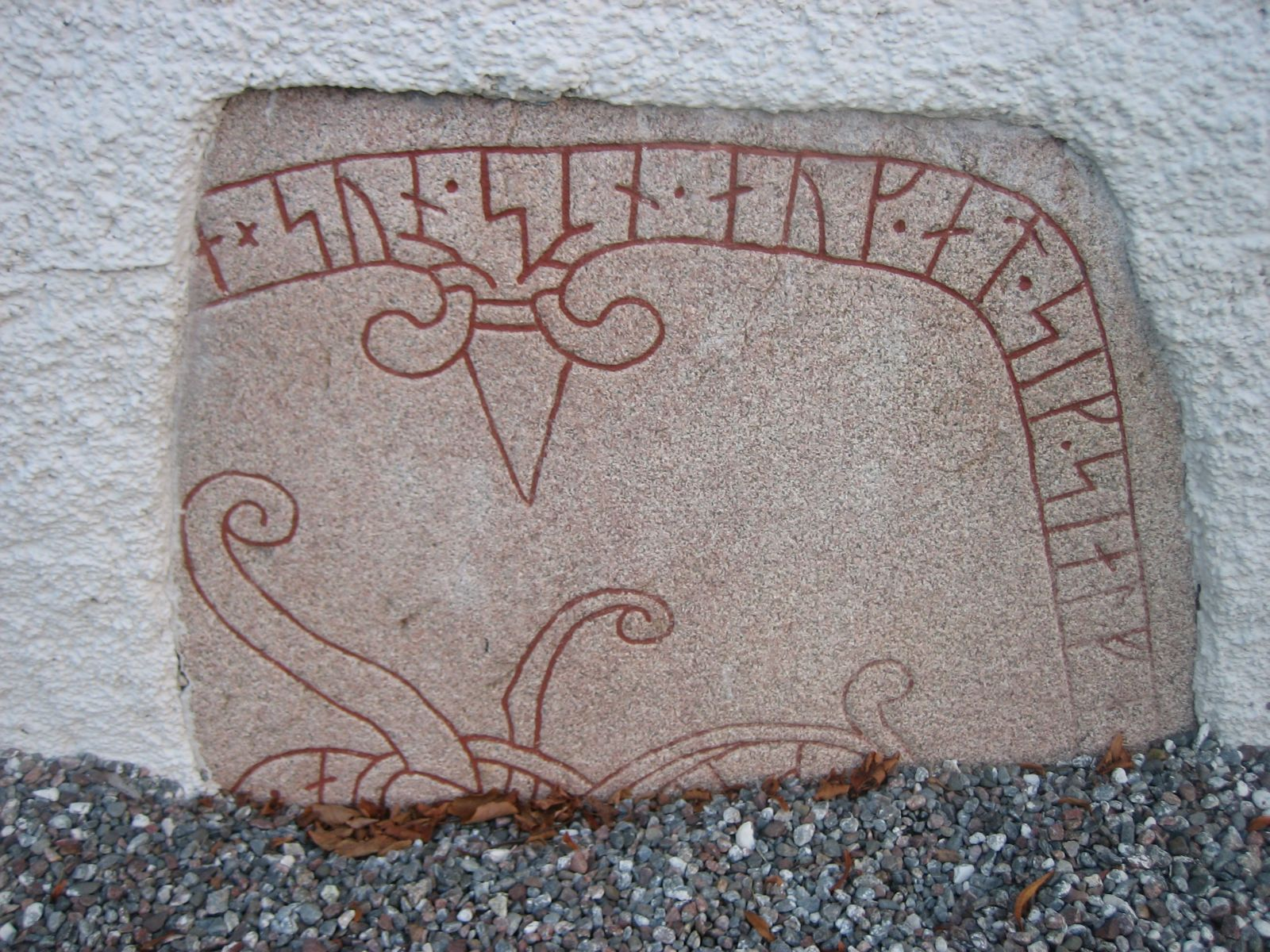
Första delen av U 133
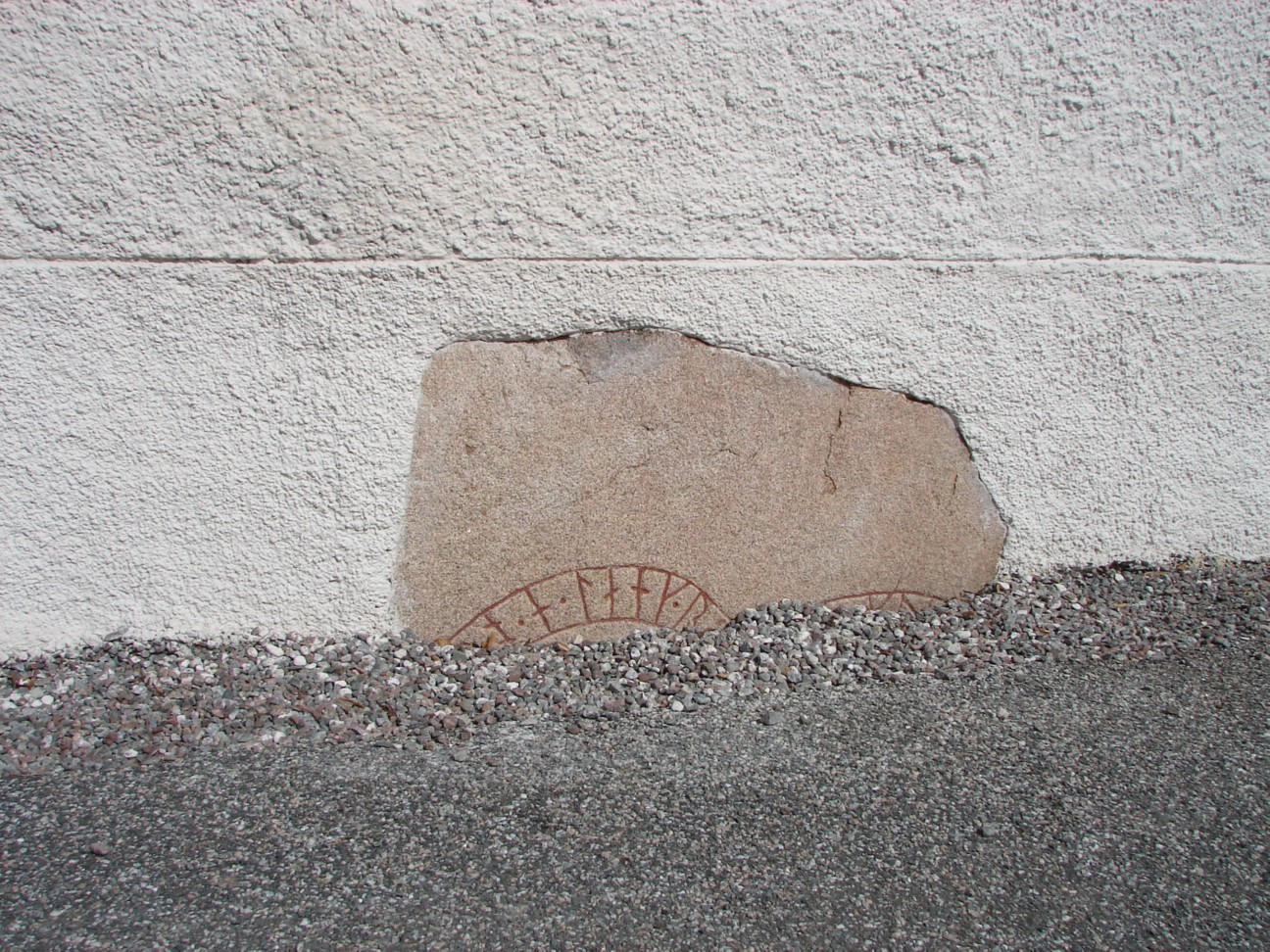
Andra delen av U 133
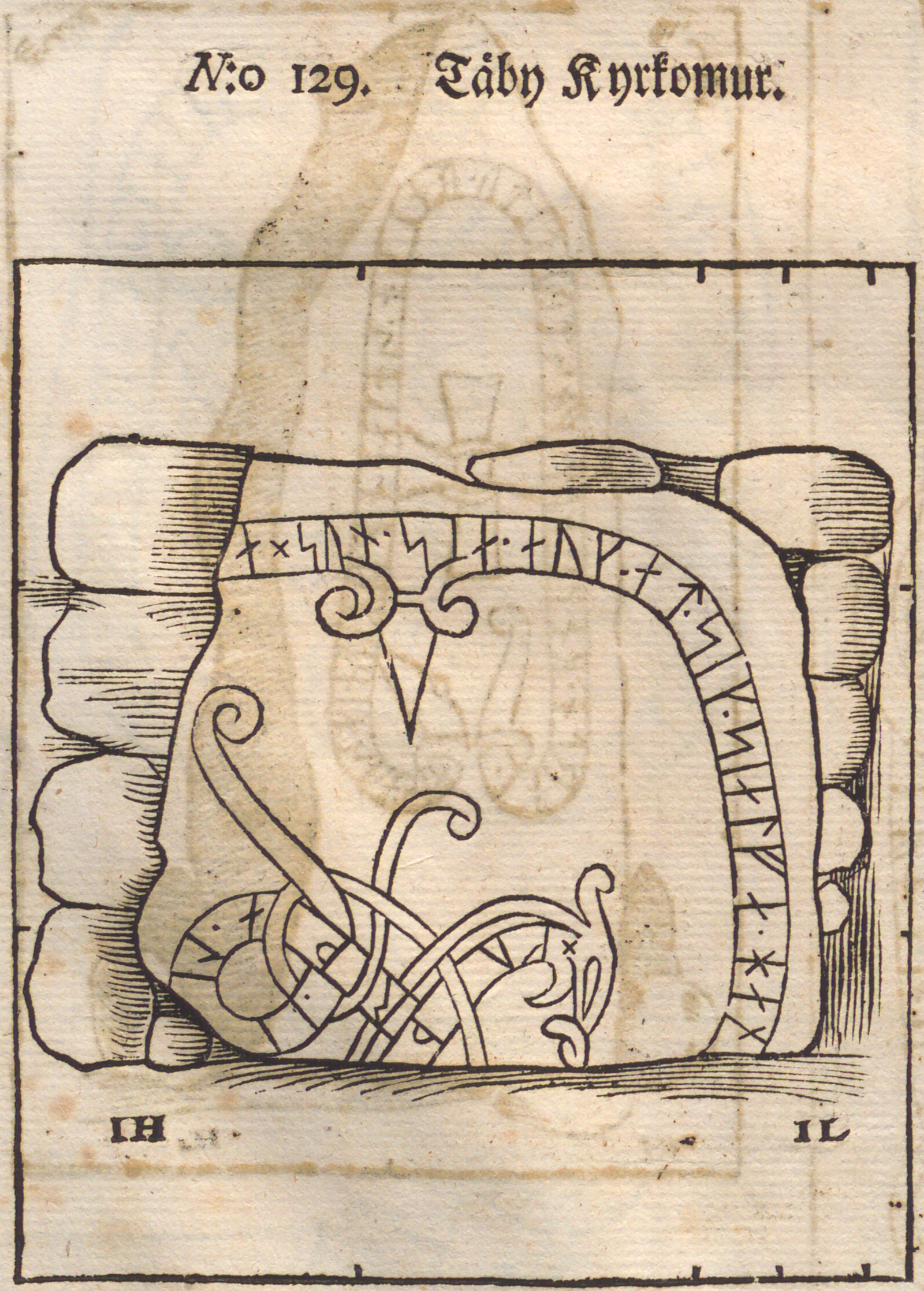
Avbildning av U 133 från Bautil